# B&W Hallerne
B&W Hallerne (română: Sălile B&W) este un fost complex industrial situat pe insula Refshaleøen din Copenhaga, Danemarca. Construit la începutul anilor 1960 de către Burmeister & Wain, complexul este format din două săli mari folosite pentru construirea de nave până în 1996. În prezent, spațiul este folosit pentru evenimente artistice și culturale.
La data de 2 septembrie 2013, televiziunea publică din Danemarca, DR, a anunțat că a ales să organizeze Concursul Muzical Eurovision 2014 în B&W Hallerne. Concursul se va ține în Sala 2, care va fi transformată într-o sală de spectacole cu o capacitate de 10 000 de locuri, iar zona va fi transformată într-o „Insulă Eurovision”, care va fi folosită pentru diverse servicii și activități legate de competiție.